# Sciaridae
Famille
Les Sciaridae sont une famille d'insectes diptères nématocères. Appelées plus communément sciarides ou mouches des terreaux, elles peuvent proliférer et provoquer des dégâts sur la végétation. Les larves de certaines espèces, principalement des genres Bradysia et Sciara, sont des ravageurs pour les cultures sous abris, notamment en serre.

## Description
Les sciarides, de couleur grise et noire, mesurent entre 3 et 4 millimètres. Durant sa vie d'une dizaine de jours, la femelle pond environ 150 œufs dans la terre, qui évoluent ensuite au stade larvaire. Ces larves s'alimentent pendant une à deux semaines et entament leur pupaison. Les adultes sortent des pupes quelques jours plus tard.

## Liste des sous-familles et genres
Selon Catalogue of Life (10 août 2021) :
- sous-famille Sciarotrichinae

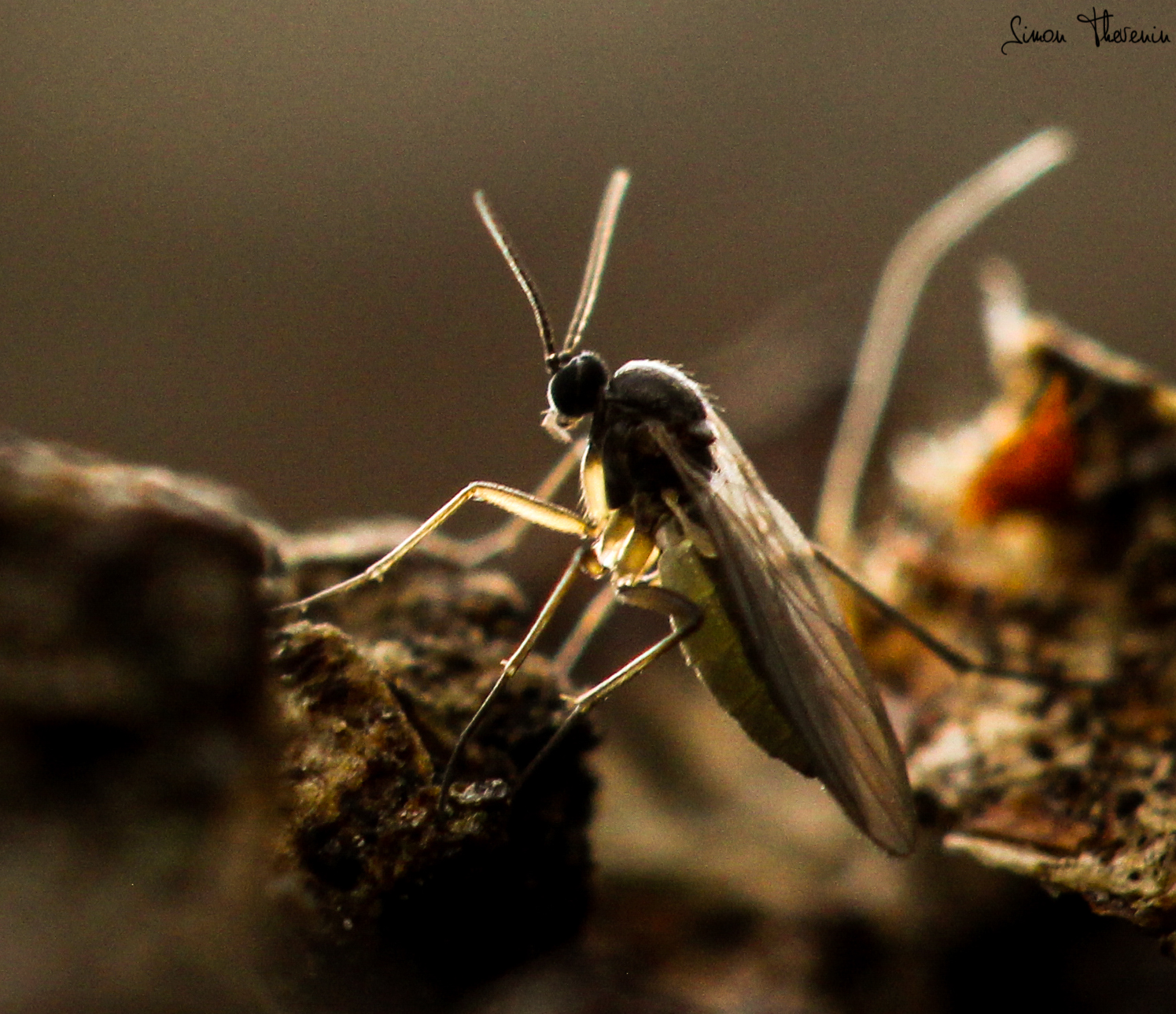
Femelle d'une espèce non identifiée de Sciaridae

  - genre Sciarotricha avec la seule espèce Sciarotricha biloba Hippa & Vilkamaa, 2005

Autres genres :
- genre Acuatella
- genre Aerumnosa
- genre Afrosciara
- genre Allopnyxia
- genre Amesicrium
- genre Angustosciara
- genre Apelmocreagris
- genre Archicratyna
- genre Austrosciara
- genre Brachisia
- genre Bradysia
- genre Bradysiopsis
- genre Camptochaeta
- genre Cesathrix
- genre Chaetosciara
- genre Claustropyga
- genre Corynoptera
- genre Cottia
- genre Cratyna
- genre Ctenosciara
- genre Dichopygina
- genre Dodecasciara
- genre Dolichosciara
- genre Epidapus
- genre Eugnoriste
- genre Euricrium
- genre Eurobradysia
- genre Eurysciara
- genre Faratsiho
- genre Gephyromma
- genre Hermapterosciara
- genre Hybosciara
- genre Hyperlasion
- genre Keilbachia
- genre Leptosciarella
- genre Leucosciara
- genre Lobosciara
- genre Lycoriella
- genre Manusciaria
- genre Manzumbadoa
- genre Merianina
- genre Metangela
- genre Moehnia
- genre Mohrigia
- genre Nahua
- genre Neophnyxia
- genre Neozygoneura
- genre Odontosciara
- genre Ostroverkhovana
- genre Parapnyxia
- genre Pelliciplanta
- genre Peniosciara
- genre Phytosciara
- genre Pnyxia
  - espèce Pnyxia scabiei
- genre Pnyxiopalpus
- genre Pnyxiopsis
- genre Pseudoaerumnosa
- genre Pseudolycoriella
- genre Pseudosciara
- genre Pseudozygomma
- genre Pseudozygoneura
- genre Psilomegalosphys
- genre Qisciara
- genre Rhynchomegalosphys
- genre Rhynchosciara
- genre Scatopsciara
- genre Schwenckfeldina
- genre Sciara
- genre Scythropochroa
- genre Taiwan
- genre Tergosciara
- genre Tipula
- genre Trichodapus
- genre Trichomegalosphys
- genre Trichosciara
- genre Trichosia
- genre Trichosillana
- genre Vulgarisciara
- genre Xenosciara
- genre Xylosciara
- genre Zygoneura

Selon ITIS (28 août 2014) :
- genre Bradysia
- genre Chaetosciara
- genre Corynoptera
- genre Edidapus
- genre Eugnoriste
- genre Hyperlasion Schmitz
- genre Lycoriella
- genre Metangela
- genre Moehnia
- genre Odontosciara
- genre Phytosciara
- genre Plastosciara
- genre Pnyxia
- genre Pseudosciara
- genre Rhynchosciara
- genre Scatopsciara
- genre Schwenkfeldina
- genre Sciara
- genre Scythropochroa
- genre Spathobdella Frey
- genre Zygoneura

## Genres et espèces
Selon NCBI (28 août 2014) :
- genre Bradysia
  - Bradysia alpicola
  - Bradysia amoena
  - Bradysia aprica
  - Bradysia atracornea
  - Bradysia chlorocornea
  - Bradysia cinerascens
  - Bradysia coprophila
  - Bradysia cuneiforma
  - Bradysia distincta
  - Bradysia fugaca
  - Bradysia hilariformis
  - Bradysia hilaris
  - Bradysia hygida
  - Bradysia impatiens
  - Bradysia lapponica
  - Bradysia longimentula
  - Bradysia nomica
  - Bradysia ocellaris
  - Bradysia pallipes
  - Bradysia peraffinis
  - Bradysia procera
  - Bradysia protohilaris
  - Bradysia quadrispinistylata
  - Bradysia sachalinensis
  - Bradysia subaprica
  - Bradysia tilicola
  - Bradysia tilicola gr. X SS-2013
  - Bradysia trispinifera
  - Bradysia vernalis
- genre Bradysiopsis
  - Bradysiopsis vittigera
- genre Camptochaeta
  - Camptochaeta camptochaeta
  - Camptochaeta tenuipalpalis
- genre Chaetosciara
  - Chaetosciara umbalis
- genre Corynoptera
  - Corynoptera blanda
  - Corynoptera boletiphaga
  - Corynoptera micula
  - Corynoptera primoriensis
  - Corynoptera saetistyla
  - Corynoptera subtilis
  - Corynoptera vagula
- genre Cratyna
  - Cratyna ambigua
  - Cratyna nigerrima
  - Cratyna nobilis
  - Cratyna vagabunda
- genre Ctenosciara
  - Ctenosciara angustistylata
  - Ctenosciara hyalipennis
  - Ctenosciara insolita
  - Ctenosciara japonica
- genre Dichopygina
  - Dichopygina aculeata
- genre Epidapus
  - Epidapus (Epidapus) sp. SS-2012
- genre Keilbachia
  - Keilbachia subacumina
- genre Leptosciarella
  - Leptosciarella dentata
  - Leptosciarella rejecta
  - Leptosciarella scutellata
  - Leptosciarella subdentata
  - Leptosciarella subpilosa
  - Leptosciarella trochanterata
  - Leptosciarella (Leptosciarella) sp. 1 SS-2012
  - Leptosciarella (Leptosciarella) sp. 2 SS-2012
  - Leptosciarella (Leptospina) sp. 3 SS-2012
  - Leptosciarella (Leptospina) sp. 1 nr. dentata SS-2012
  - Leptosciarella (Leptospina) sp. 2 nr. dentata SS-2012
- genre Lycoriella
  - Lycoriella castanescens
  - Lycoriella flavicornis
  - Lycoriella gerbatshevskayae
  - Lycoriella ingenua
  - Lycoriella mali
- genre Phytosciara
  - Phytosciara flavipes
  - Phytosciara orcina
  - Phytosciara semiferruginea
  - Phytosciara ussuriensis
- genre Pnyxiopalpus
  - Pnyxiopalpus roslii
- genre Pseudolycoriella
  - Pseudolycoriella horribilis
- genre Rhynchosciara
  - Rhynchosciara americana
  - Rhynchosciara baschanti
  - Rhynchosciara hollaenderi
  - Rhynchosciara milleri
- genre Scatopsciara
  - Scatopsciara atomaria
  - Scatopsciara necopinata
  - Scatopsciara vitripennis
  - Scatopsciara atomaria gr. sp. SS-2012
- genre Schwenckfeldina
- genre Sciara
  - Sciara antonovae
  - Sciara helvola
  - Sciara hemerobioides
  - Sciara humeralis
  - Sciara kitakamiensis
  - Sciara melanostyla
  - Sciara militaris
  - Sciara multispinulosa
  - Sciara ocellaris
  - Sciara ruficauda
  - Sciara thoracica
- genre Scythropochroa
  - Scythropochroa radialis
- genre Trichodapus
- genre Trichomegalosphys
  - Trichomegalosphys pubescens
- genre Trichosia
  - Trichosia confusa
  - Trichosia edwardsi
  - Trichosia morio
  - Trichosia splendens
- genre Xylosciara
  - Xylosciara betulae
  - Xylosciara inornata
- genre Zygoneura
  - Zygoneura bidens
  - Zygoneura flavicornis
  - Zygoneura sciarina

## Sous-familles et genres
Selon Paleobiology Database (14 déc. 2015) Sciaridae est synonyme de Lycoriidae :
- genre Archicratyna
- genre Bradysia
- genre Bradysiopsis
- genre Chaetosciara
- genre Corynoptera
- genre Cratyna
- genre Epidapus
- genre Leptosciarella
- genre Lycoriella
- sous-famille Lycoriinae
- genre Plastosciara
- genre Protosciara
- genre Pseudosciara
- genre Rubsaameniella
- genre Schwenckfeldina
- sous-famille Sciarinae
- genre Succinosciara
- genre Trichosia
- genre Zygoneura